# Grand Prix Belgii 2023
Grand Prix Belgii 2023, oficjalnie Formula 1 MSC Cruises Belgian Grand Prix 2023 – formalnie trzynasta runda Mistrzostw Świata Formuły 1 w sezonie 2023. Grand Prix odbyło się w dniach 28–30 lipca 2023 na torze Circuit de Spa-Francorchamps w Stavelot. Wyścig wygrał Max Verstappen (Red Bull Racing), a na podium kolejno stanęli Sergio Pérez (Red Bull Racing) oraz Charles Leclerc (Ferrari).

## Lista startowa
| Nr          | Kierowca         | Zespół                                | Samochód                          | Silnik              | Opony |
| ----------- | ---------------- | ------------------------------------- | --------------------------------- | ------------------- | ----- |
| 1           | Max Verstappen   | Oracle Red Bull Racing                | Red Bull RB19                     | Honda RBPTH001      | P     |
| 2           | Logan Sargeant   | Williams Racing                       | Williams FW45                     | Mercedes-AMG F1 M14 | P     |
| 3           | Daniel Ricciardo | Scuderia AlphaTauri                   | AlphaTauri AT04                   | Honda RBPTH001      | P     |
| 4           | Lando Norris     | McLaren F1 Team                       | McLaren MCL60                     | Mercedes-AMG F1 M14 | P     |
| 10          | Pierre Gasly     | BWT Alpine F1 Team                    | Alpine A523                       | Renault E-Tech RE23 | P     |
| 11          | Sergio Pérez     | Oracle Red Bull Racing                | Red Bull RB19                     | Honda RBPTH001      | P     |
| 14          | Fernando Alonso  | Aston Martin Aramco Cognizant F1 Team | Aston Martin AMR23                | Mercedes-AMG F1 M14 | P     |
| 16          | Charles Leclerc  | Scuderia Ferrari                      | Ferrari SF-23                     | Ferrari 066/10      | P     |
| 18          | Lance Stroll     | Aston Martin Aramco Cognizant F1 Team | Aston Martin AMR23                | Mercedes-AMG F1 M14 | P     |
| 20          | Kevin Magnussen  | MoneyGram Haas F1 Team                | Haas VF-23                        | Ferrari 066/10      | P     |
| 22          | Yūki Tsunoda     | Scuderia AlphaTauri                   | AlphaTauri AT04                   | Honda RBPTH001      | P     |
| 23          | Alexander Albon  | Williams Racing                       | Williams FW45                     | Mercedes-AMG F1 M14 | P     |
| 24          | Zhou Guanyu      | Alfa Romeo F1 Team Kick               | Alfa Romeo C43                    | Ferrari 066/10      | P     |
| 27          | Nico Hülkenberg  | MoneyGram Haas F1 Team                | Haas VF-23                        | Ferrari 066/10      | P     |
| 31          | Esteban Ocon     | BWT Alpine F1 Team                    | Alpine A523                       | Renault E-Tech RE23 | P     |
| 44          | Lewis Hamilton   | Mercedes-AMG PETRONAS F1 Team         | Mercedes-AMG F1 W14 E Performance | Mercedes-AMG F1 M14 | P     |
| 55          | Carlos Sainz Jr. | Scuderia Ferrari                      | Ferrari SF-23                     | Ferrari 066/10      | P     |
| 63          | George Russell   | Mercedes-AMG PETRONAS F1 Team         | Mercedes-AMG F1 W14 E Performance | Mercedes-AMG F1 M14 | P     |
| 77          | Valtteri Bottas  | Alfa Romeo F1 Team Kick               | Alfa Romeo C43                    | Ferrari 066/10      | P     |
| 81          | Oscar Piastri    | McLaren F1 Team                       | McLaren MCL60                     | Mercedes-AMG F1 M14 | P     |
| Źródło: FIA |                  |                                       |                                   |                     |       |

## Wyniki

### Zwycięzca sesji treningowej
| Nr          | Kierowca         | Konstruktor | Czas     | Okr. |
| ----------- | ---------------- | ----------- | -------- | ---- |
| 55          | Carlos Sainz Jr. | Ferrari     | 2:03,207 | 9    |
| Źródło: FIA |                  |             |          |      |

### Kwalifikacje
| P                    | Nr | Kierowca         | Konstruktor                  | Czasy w kwalifikacjach | Czasy w kwalifikacjach | Czasy w kwalifikacjach | Poz. s. |
| P                    | Nr | Kierowca         | Konstruktor                  | Q1                     | Q2                     | Q3                     | Poz. s. |
| -------------------- | -- | ---------------- | ---------------------------- | ---------------------- | ---------------------- | ---------------------- | ------- |
| 1                    | 1  | Max Verstappen   | Red Bull Racing-Honda RBPT   | 1:58,515               | 1:52,784               | 1:46,168               | 6       |
| 2                    | 16 | Charles Leclerc  | Ferrari                      | 1:58,300               | 1:52,017               | 1:46,988               | 1       |
| 3                    | 11 | Sergio Pérez     | Red Bull Racing-Honda RBPT   | 1:58,899               | 1:52,353               | 1:47,045               | 2       |
| 4                    | 44 | Lewis Hamilton   | Mercedes                     | 1:58,563               | 1:52,345               | 1:47,087               | 3       |
| 5                    | 55 | Carlos Sainz Jr. | Ferrari                      | 1:58,688               | 1:51,711               | 1:47,152               | 4       |
| 6                    | 81 | Oscar Piastri    | McLaren-Mercedes             | 1:58,872               | 1:51,534               | 1:47,365               | 5       |
| 7                    | 4  | Lando Norris     | McLaren-Mercedes             | 1:59,981               | 1:52,252               | 1:47,669               | 7       |
| 8                    | 63 | George Russell   | Mercedes                     | 1:59,035               | 1:52,605               | 1:47,805               | 8       |
| 9                    | 14 | Fernando Alonso  | Aston Martin Aramco-Mercedes | 1:58,834               | 1:52,751               | 1:47,843               | 9       |
| 10                   | 18 | Lance Stroll     | Aston Martin Aramco-Mercedes | 1:59,663               | 1:52,193               | 1:48,841               | 10      |
| 11                   | 22 | Yūki Tsunoda     | AlphaTauri-Honda RBPT        | 1:59,044               | 1:53,148               |                        | 11      |
| 12                   | 10 | Pierre Gasly     | Alpine-Renault               | 1:59,511               | 1:53,671               |                        | 12      |
| 13                   | 20 | Kevin Magnussen  | Haas-Ferrari                 | 2:00,020               | 1:54,160               |                        | 16      |
| 14                   | 77 | Valtteri Bottas  | Alfa Romeo-Ferrari           | 1:59,484               | 1:54,694               |                        | 13      |
| 15                   | 31 | Esteban Ocon     | Alpine-Renault               | 1:59,634               | 1:56,372               |                        | 14      |
| 16                   | 23 | Alexander Albon  | Williams-Mercedes            | 2:00,314               |                        |                        | 15      |
| 17                   | 24 | Zhou Guanyu      | Alfa Romeo-Ferrari           | 2:00,832               |                        |                        | 17      |
| 18                   | 2  | Logan Sargeant   | Williams-Mercedes            | 2:01,535               |                        |                        | 18      |
| 19                   | 3  | Daniel Ricciardo | AlphaTauri-Honda RBPT        | 2:02,159               |                        |                        | 19      |
| 20                   | 27 | Nico Hülkenberg  | Haas-Ferrari                 | 2:03,166               |                        |                        | PL      |
| 107% czasu: 2:06,581 |    |                  |                              |                        |                        |                        |         |
| Źródło: FIA          |    |                  |                              |                        |                        |                        |         |

Uwagi
1. ↑  Max Verstappen uzyskał najlepszy czas kwalifikacji, ale otrzymał karę cofnięcia o 5 pozycji za wymianę skrzyni biegów ponad limit[5].
2. ↑  Kevin Magnussen zakwalifikował się na trzynastym miejscu, ale otrzymał karę cofnięcia o 3 pozycje za zablokowanie Charles’a Leclerca w kwalifikacjach[6].
3. ↑  Nico Hülkenberg zakwalifikował się na dwudziestym miejscu, ale został zobligowany do startu z alei serwisowej za wymianę elementów silnika w warunkach parc fermé[7].

### Sprint Shootout
| P                    | Nr | Kierowca         | Konstruktor                  | Czasy w shootoucie | Czasy w shootoucie | Czasy w shootoucie | Poz. s. |
| P                    | Nr | Kierowca         | Konstruktor                  | SQ1                | SQ2                | SQ3                | Poz. s. |
| -------------------- | -- | ---------------- | ---------------------------- | ------------------ | ------------------ | ------------------ | ------- |
| 1                    | 1  | Max Verstappen   | Red Bull Racing-Honda RBPT   | 1:58,135           | 1:55,200           | 1:49,056           | 1       |
| 2                    | 81 | Oscar Piastri    | McLaren-Mercedes             | 2:00,056           | 1:56,392           | 1:49,067           | 2       |
| 3                    | 55 | Carlos Sainz Jr. | Ferrari                      | 1:59,414           | 1:56,557           | 1:49,081           | 3       |
| 4                    | 16 | Charles Leclerc  | Ferrari                      | 1:59,575           | 1:56,265           | 1:49,251           | 4       |
| 5                    | 4  | Lando Norris     | McLaren-Mercedes             | 2:00,436           | 1:56,828           | 1:49,389           | 5       |
| 6                    | 10 | Pierre Gasly     | Alpine-Renault               | 2:00,032           | 1:56,137           | 1:49,700           | 6       |
| 7                    | 44 | Lewis Hamilton   | Mercedes                     | 1:58,939           | 1:55,823           | 1:49,900           | 7       |
| 8                    | 11 | Sergio Pérez     | Red Bull Racing-Honda RBPT   | 1:59,362           | 1:55,878           | 1:49,961           | 8       |
| 9                    | 31 | Esteban Ocon     | Alpine-Renault               | 1:59,884           | 1:57,051           | 1:50,494           | 9       |
| 10                   | 63 | George Russell   | Mercedes                     | 2:00,475           | 1:57,393           | 1:55,742           | 10      |
| 11                   | 3  | Daniel Ricciardo | AlphaTauri-Honda RBPT        | 2:00,177           | 1:57,687           |                    | 11      |
| 12                   | 23 | Alexander Albon  | Williams-Mercedes            | 1:59,198           | –                  |                    | 12      |
| 13                   | 2  | Logan Sargeant   | Williams-Mercedes            | 2:00,031           | –                  |                    | 13      |
| 14                   | 18 | Lance Stroll     | Aston Martin Aramco-Mercedes | 2:00,460           | –                  |                    | 14      |
| 15                   | 14 | Fernando Alonso  | Aston Martin Aramco-Mercedes | 1:59,038           | –                  |                    | 15      |
| 16                   | 22 | Yūki Tsunoda     | AlphaTauri-Honda RBPT        | 2:00,568           |                    |                    | 16      |
| 17                   | 77 | Valtteri Bottas  | Alfa Romeo-Ferrari           | 2:00,951           |                    |                    | 17      |
| 18                   | 20 | Kevin Magnussen  | Haas-Ferrari                 | 2:01,079           |                    |                    | 18      |
| 19                   | 24 | Zhou Guanyu      | Alfa Romeo-Ferrari           | 2:01,430           |                    |                    | 19      |
| 107% czasu: 2:06,404 |    |                  |                              |                    |                    |                    |         |
| NS                   | 27 | Nico Hülkenberg  | Haas-Ferrari                 | –                  |                    |                    | 20      |
| Źródło: FIA          |    |                  |                              |                    |                    |                    |         |

Uwagi
1. ↑  Nico Hülkenberg nie ustanowił czasu w shootoucie, ale został dopuszczony przez sędziów do sprintu[10].

### Sprint
| P           | Nr | Kierowca         | Konstruktor                  | Okr. | Czas             | Start | +/−       | Punkty |
| ----------- | -- | ---------------- | ---------------------------- | ---- | ---------------- | ----- | --------- | ------ |
| 1           | 1  | Max Verstappen   | Red Bull Racing-Honda RBPT   | 11   | 24:58,433        | 1     | Bez zmian | 8      |
| 2           | 81 | Oscar Piastri    | McLaren-Mercedes             | 11   | +6,677           | 2     | Bez zmian | 7      |
| 3           | 10 | Pierre Gasly     | Alpine-Renault               | 11   | +10,733          | 6     | 3         | 6      |
| 4           | 55 | Carlos Sainz Jr. | Ferrari                      | 11   | +12,648          | 3     | 1         | 5      |
| 5           | 16 | Charles Leclerc  | Ferrari                      | 11   | +15,016          | 4     | 1         | 4      |
| 6           | 4  | Lando Norris     | McLaren-Mercedes             | 11   | +16,052          | 5     | 1         | 3      |
| 7           | 44 | Lewis Hamilton   | Mercedes                     | 11   | +16,757          | 7     | Bez zmian | 2      |
| 8           | 63 | George Russell   | Mercedes                     | 11   | +16,822          | 10    | 2         | 1      |
| 9           | 31 | Esteban Ocon     | Alpine-Renault               | 11   | +22,410          | 9     | Bez zmian |        |
| 10          | 3  | Daniel Ricciardo | AlphaTauri-Honda RBPT        | 11   | +22,806          | 11    | 1         |        |
| 11          | 18 | Lance Stroll     | Aston Martin Aramco-Mercedes | 11   | +25,007          | 14    | 3         |        |
| 12          | 23 | Alexander Albon  | Williams-Mercedes            | 11   | +26,303          | 12    | Bez zmian |        |
| 13          | 77 | Valtteri Bottas  | Alfa Romeo-Ferrari           | 11   | +27,006          | 17    | 4         |        |
| 14          | 20 | Kevin Magnussen  | Haas-Ferrari                 | 11   | +32,986          | 18    | 4         |        |
| 15          | 24 | Zhou Guanyu      | Alfa Romeo-Ferrari           | 11   | +36,342          | 19    | 4         |        |
| 16          | 2  | Logan Sargeant   | Williams-Mercedes            | 11   | +37,571          | 13    | 3         |        |
| 17          | 27 | Nico Hülkenberg  | Haas-Ferrari                 | 11   | +37,827          | 20    | 3         |        |
| 18          | 22 | Yūki Tsunoda     | AlphaTauri-Honda RBPT        | 11   | +39,267          | 16    | 2         |        |
| NS          | 11 | Sergio Pérez     | Red Bull Racing-Honda RBPT   | 8    | NU (uszkodzenia) | 8     |           |        |
| NS          | 14 | Fernando Alonso  | Aston Martin Aramco-Mercedes | 2    | NU (wypadek)     | 15    |           |        |
| Źródło: FIA |    |                  |                              |      |                  |       |           |        |

Uwagi
1. ↑  Lewis Hamilton ukończył sprint na czwartym miejscu, ale otrzymał karę 5 sekund za spowodowanie kolizji z Sergiem Pérezem[13].
2. ↑  Logan Sargeant ukończył sprint na czternastym miejscu, ale otrzymał karę 5 sekund za przekroczenie prędkości w alei serwisowej[14].

### Najszybsze okrążenie w sprincie
| Nr          | Kierowca       | Konstruktor                | Czas     | Okr. |
| ----------- | -------------- | -------------------------- | -------- | ---- |
| 1           | Max Verstappen | Red Bull Racing-Honda RBPT | 1:58,943 | 6    |
| Źródło: FIA |                |                            |          |      |

### Prowadzenie w sprincie
| Nr                              | Kierowca       | Konstruktor                | Okrążenia | Suma |
| ------------------------------- | -------------- | -------------------------- | --------- | ---- |
| 1                               | Max Verstappen | Red Bull Racing-Honda RBPT | 1, 6–11   | 7    |
| 81                              | Oscar Piastri  | McLaren-Mercedes           | 2–5       | 4    |
| \| Wykres \| \| ------ \| \| \| |                |                            |           |      |
| Źródło: FIA                     |                |                            |           |      |
| Wykres                          |                |                            |           |      |
|                                 |                |                            |           |      |

### Wyścig
| P           | Nr | Kierowca         | Konstruktor                  | Okr. | Czas             | Start | +/−       | Punkty |
| ----------- | -- | ---------------- | ---------------------------- | ---- | ---------------- | ----- | --------- | ------ |
| 1           | 1  | Max Verstappen   | Red Bull Racing-Honda RBPT   | 44   | 1:22:30,450      | 6     | 5         | 25     |
| 2           | 11 | Sergio Pérez     | Red Bull Racing-Honda RBPT   | 44   | +22,305          | 2     | Bez zmian | 18     |
| 3           | 16 | Charles Leclerc  | Ferrari                      | 44   | +32,259          | 1     | 2         | 15     |
| 4           | 44 | Lewis Hamilton   | Mercedes                     | 44   | +49,671          | 3     | 1         | 12+1   |
| 5           | 14 | Fernando Alonso  | Aston Martin Aramco-Mercedes | 44   | +56,184          | 9     | 4         | 10     |
| 6           | 63 | George Russell   | Mercedes                     | 44   | +1:03,101        | 8     | 2         | 8      |
| 7           | 4  | Lando Norris     | McLaren-Mercedes             | 44   | +1:13,719        | 7     | Bez zmian | 6      |
| 8           | 31 | Esteban Ocon     | Alpine-Renault               | 44   | +1:14,719        | 14    | 6         | 4      |
| 9           | 18 | Lance Stroll     | Aston Martin Aramco-Mercedes | 44   | +1:19,340        | 10    | 1         | 2      |
| 10          | 22 | Yūki Tsunoda     | AlphaTauri-Honda RBPT        | 44   | +1:20,221        | 11    | 1         | 1      |
| 11          | 10 | Pierre Gasly     | Alpine-Renault               | 44   | +1:23,084        | 12    | 1         |        |
| 12          | 77 | Valtteri Bottas  | Alfa Romeo-Ferrari           | 44   | +1:25,191        | 13    | 1         |        |
| 13          | 24 | Zhou Guanyu      | Alfa Romeo-Ferrari           | 44   | +1:35,441        | 17    | 4         |        |
| 14          | 23 | Alexander Albon  | Williams-Mercedes            | 44   | +1:36,184        | 15    | 1         |        |
| 15          | 20 | Kevin Magnussen  | Haas-Ferrari                 | 44   | +1:41,754        | 16    | 1         |        |
| 16          | 3  | Daniel Ricciardo | AlphaTauri-Honda RBPT        | 44   | +1:43,071        | 19    | 3         |        |
| 17          | 2  | Logan Sargeant   | Williams-Mercedes            | 44   | +1:44,476        | 18    | 1         |        |
| 18          | 27 | Nico Hülkenberg  | Haas-Ferrari                 | 44   | +1:50,450        | PL    | 2         |        |
| NS          | 55 | Carlos Sainz Jr. | Ferrari                      | 23   | NU (uszkodzenia) | 4     |           |        |
| NS          | 81 | Oscar Piastri    | McLaren-Mercedes             | 0    | NU (uszkodzenia) | 5     |           |        |
| Źródło: FIA |    |                  |                              |      |                  |       |           |        |

### Najszybsze okrążenie w wyścigu
| Nr          | Kierowca       | Konstruktor | Czas     | Okr. |
| ----------- | -------------- | ----------- | -------- | ---- |
| 44          | Lewis Hamilton | Mercedes    | 1:47,305 | 44   |
| Źródło: FIA |                |             |          |      |

### Prowadzenie w wyścigu
| Nr                              | Kierowca       | Konstruktor                | Okrążenia    | Suma |
| ------------------------------- | -------------- | -------------------------- | ------------ | ---- |
| 11                              | Sergio Pérez   | Red Bull Racing-Honda RBPT | 1–12, 15–16  | 14   |
| 1                               | Max Verstappen | Red Bull Racing-Honda RBPT | 13–14, 17–44 | 30   |
| \| Wykres \| \| ------ \| \| \| |                |                            |              |      |
| Źródło: Motorsport Stats        |                |                            |              |      |
| Wykres                          |                |                            |              |      |
|                                 |                |                            |              |      |

Uwagi
1. ↑  Dodatkowy 1 punkt jest przyznawany kierowcy, który ustanowił najszybsze okrążenie w wyścigu, pod warunkiem, że ukończył wyścig w pierwszej 10.

## Klasyfikacja po wyścigu

### Kierowcy
| P           | +/−       | Kierowca         | Zgł. | Punkty | P1 | P2 | P3 | PP | NO | NS | NU |
| ----------- | --------- | ---------------- | ---- | ------ | -- | -- | -- | -- | -- | -- | -- |
| 1           | Bez zmian | Max Verstappen   | 12   | 314    | 10 | 2  | –  | 7  | 6  | –  | –  |
| 2           | Bez zmian | Sergio Pérez     | 12   | 189    | 2  | 3  | 2  | 2  | 2  | –  | –  |
| 3           | Bez zmian | Fernando Alonso  | 12   | 149    | –  | 2  | 4  | –  | –  | –  | –  |
| 4           | Bez zmian | Lewis Hamilton   | 12   | 148    | –  | 2  | 2  | 1  | 2  | –  | –  |
| 5           | 2         | Charles Leclerc  | 12   | 99     | –  | 1  | 2  | 2  | –  | 2  | 2  |
| 6           | 1         | George Russell   | 12   | 99     | –  | –  | 1  | –  | 1  | 2  | 2  |
| 7           | 1         | Carlos Sainz Jr. | 12   | 92     | –  | –  | –  | –  | –  | 1  | 1  |
| 8           | Bez zmian | Lando Norris     | 12   | 69     | –  | 2  | –  | –  | –  | –  | –  |
| 9           | Bez zmian | Lance Stroll     | 12   | 47     | –  | –  | –  | –  | –  | 2  | 2  |
| 10          | Bez zmian | Esteban Ocon     | 12   | 35     | –  | –  | 1  | –  | –  | 3  | 4  |
| 11          | Bez zmian | Oscar Piastri    | 12   | 34     | –  | –  | –  | –  | –  | 2  | 2  |
| 12          | Bez zmian | Pierre Gasly     | 12   | 22     | –  | –  | –  | –  | –  | 1  | 3  |
| 13          | Bez zmian | Alexander Albon  | 12   | 11     | –  | –  | –  | –  | –  | 2  | 2  |
| 14          | Bez zmian | Nico Hülkenberg  | 12   | 9      | –  | –  | –  | –  | –  | 1  | 1  |
| 15          | Bez zmian | Valtteri Bottas  | 12   | 5      | –  | –  | –  | –  | –  | –  | –  |
| 16          | Bez zmian | Zhou Guanyu      | 12   | 4      | –  | –  | –  | –  | 1  | 1  | 1  |
| 17          | Bez zmian | Yūki Tsunoda     | 12   | 3      | –  | –  | –  | –  | –  | –  | –  |
| 18          | Bez zmian | Kevin Magnussen  | 12   | 2      | –  | –  | –  | –  | –  | 1  | 3  |
| 19          | Bez zmian | Logan Sargeant   | 12   | 0      | –  | –  | –  | –  | –  | 1  | 3  |
| 20          | Bez zmian | Nyck de Vries    | 10   | 0      | –  | –  | –  | –  | –  | 1  | 2  |
| 21          | Bez zmian | Daniel Ricciardo | 2    | 0      | –  | –  | –  | –  | –  | –  | –  |
| Źródło: FIA |           |                  |      |        |    |    |    |    |    |    |    |

### Konstruktorzy
| P           | +/−       | Konstruktor                  | Zgł. | Punkty | P1 | P2 | P3 | PP | NO | NS | NU |
| ----------- | --------- | ---------------------------- | ---- | ------ | -- | -- | -- | -- | -- | -- | -- |
| 1           | Bez zmian | Red Bull Racing-Honda RBPT   | 24   | 503    | 12 | 5  | 2  | 9  | 8  | –  | –  |
| 2           | Bez zmian | Mercedes                     | 24   | 247    | –  | 2  | 3  | 1  | 3  | 2  | 2  |
| 3           | Bez zmian | Aston Martin Aramco-Mercedes | 24   | 196    | –  | 2  | 4  | –  | –  | 2  | 2  |
| 4           | Bez zmian | Ferrari                      | 24   | 191    | –  | 1  | 2  | 2  | –  | 3  | 3  |
| 5           | Bez zmian | McLaren-Mercedes             | 24   | 103    | –  | 2  | –  | –  | –  | 2  | 2  |
| 6           | Bez zmian | Alpine-Renault               | 24   | 57     | –  | –  | 1  | –  | –  | 4  | 7  |
| 7           | Bez zmian | Williams-Mercedes            | 24   | 11     | –  | –  | –  | –  | –  | 3  | 5  |
| 8           | Bez zmian | Haas-Ferrari                 | 24   | 11     | –  | –  | –  | –  | –  | 2  | 4  |
| 9           | Bez zmian | Alfa Romeo-Ferrari           | 24   | 9      | –  | –  | –  | –  | 1  | 1  | 1  |
| 10          | Bez zmian | AlphaTauri-Honda RBPT        | 24   | 3      | –  | –  | –  | –  | –  | 1  | 2  |
| Źródło: FIA |           |                              |      |        |    |    |    |    |    |    |    |